# Snowboard ai XXIV Giochi olimpici invernali - Big air femminile
La gara di big air femminile dei XXIV Giochi olimpici invernali di Pechino, in Cina, si è svolta dal 14 al 15 febbraio presso il Big Air Shougang.

## Risultati

### Qualificazione
| Pos. | #  | Atleta               | Nazione       | Run 1 | Run 2 | Punti | Note   |   |
| ---- | -- | -------------------- | ------------- | ----- | ----- | ----- | ------ | - |
| 1    | 2  | Zoi Sadowski-Synnott | Nuova Zelanda | 85.50 | 62.25 | 91.00 | 176.50 | Q |
| 2    | 6  | Kokomo Murase        | Giappone      | 85.00 | 72.75 | 86.00 | 171.00 | Q |
| 3    | 3  | Reira Iwabuchi       | Giappone      | 83.00 | 75.50 | 11.75 | 158.50 | Q |
| 4    | 9  | Laurie Blouin        | Canada        | 68.00 | 67.25 | 88.25 | 156.25 | Q |
| 5    | 1  | Miyabi Onitsuka      | Giappone      | 80.75 | 72.25 | 73.50 | 154.25 | Q |
| 6    | 7  | Anna Gasser          | Austria       | 73.25 | 62.25 | 80.25 | 153.50 | Q |
| 7    | 8  | Tess Coady           | Australia     | 74.00 | 54.75 | 62.25 | 136.25 | Q |
| 8    | 11 | Annika Morgan        | Germania      | 12.00 | 64.25 | 68.00 | 132.25 | Q |
| 9    | 30 | Rong Ge              | Cina          | 10.75 | 64.00 | 65.75 | 129.75 | Q |
| 10   | 17 | Jasmine Baird        | Canada        | 69.00 | 60.50 | 69.00 | 129.50 | Q |
| 11   | 13 | Melissa Peperkamp    | Paesi Bassi   | 60.00 | 68.25 | 58.00 | 128.25 | Q |
| 12   | 15 | Hailey Langland      | Stati Uniti   | 62.00 | 65.50 | 21.25 | 127.50 | Q |
| 13   | 23 | Bianca Gisler        | Svizzera      | 50.00 | 63.50 | 63.75 | 127.25 |   |
| 14   | 20 | Šárka Pančochová     | Rep. Ceca     | 20.75 | 62.75 | 60.25 | 123.00 |   |
| 15   | 4  | Jamie Anderson       | Stati Uniti   | 30.00 | 29.50 | 89.75 | 119.75 |   |
| 16   | 22 | Klaudia Medlová      | Slovacchia    | 62.25 | 51.00 | 29.75 | 113.25 |   |
| 17   | 31 | Kamilla Kozuback     | Ungheria      | 51.50 | 5.50  | 59.00 | 110.50 |   |
| 18   | 26 | Urška Pribošič       | Slovenia      | 43.00 | 25.75 | 63.75 | 106.75 |   |
| 19   | 19 | Courtney Rummel      | Stati Uniti   | 44.75 | 56.25 | 38.75 | 101.00 |   |
| 20   | 28 | Carola Niemelä       | Finlandia     | 12.75 | 58.50 | 42.25 | 100.75 |   |
| 21   | 10 | Brooke Voigt         | Canada        | 65.00 | 31.00 | 17.50 | 96.00  |   |
| 22   | 5  | Enni Rukajärvi       | Finlandia     | 25.75 | 17.25 | 63.50 | 89.25  |   |
| 23   | 21 | Ariane Burri         | Svizzera      | 57.75 | 18.75 | 27.25 | 85.00  |   |
| 24   | 16 | Evy Poppe            | Belgio        | 44.00 | 60.75 | 21.00 | 81.75  |   |
| 25   | 14 | Katie Ormerod        | Gran Bretagna | 14.75 | 60.25 | 9.50  | 69.75  |   |
| 26   | 24 | Ekaterina Kosova     | ROC           | 17.00 | 46.00 | 10.50 | 63.00  |   |
| 27   | 25 | Hanne Eilertsen      | Norvegia      | 39.75 | 17.50 | 12.75 | 57.25  |   |
| 28   | 29 | Lea Jugovac          | Croazia       | 9.25  | 15.00 | 10.00 | 24.25  |   |
| 29   | 27 | Lucile Lefevre       | Francia       | 19.00 | 15.00 | 20.00 | 20.00  |   |
|      | 12 | Julia Marino         | Stati Uniti   | DNS   | DNS   | DNS   | DNS    |   |

### Finale
| Pos.    | #  | Atleta               | Nazione       | Run 1 | Run 2 | Run 3 | Punti  |
| ------- | -- | -------------------- | ------------- | ----- | ----- | ----- | ------ |
| Oro     | 7  | Anna Gasser          | Austria       | 90.00 | 86.75 | 95.50 | 185.50 |
| Argento | 2  | Zoi Sadowski-Synnott | Nuova Zelanda | 93.25 | 83.75 | 30.25 | 177.00 |
| Bronzo  | 6  | Kokomo Murase        | Giappone      | 80.00 | 91.50 | 12.00 | 171.50 |
| 4       | 3  | Reira Iwabuchi       | Giappone      | 83.75 | 82.25 | 37.00 | 166.00 |
| 5       | 30 | Rong Ge              | Cina          | 29.00 | 85.75 | 74.25 | 160.00 |
| 6       | 13 | Melissa Peperkamp    | Paesi Bassi   | 64.25 | 72.00 | 69.75 | 141.75 |
| 7       | 17 | Jasmine Baird        | Canada        | 68.75 | 48.75 | 61.25 | 130.00 |
| 8       | 9  | Laurie Blouin        | Canada        | 13.50 | 86.25 | 28.75 | 115.00 |
| 9       | 8  | Tess Coady           | Australia     | 85.00 | 29.75 | 8.50  | 114.75 |
| 10      | 11 | Annika Morgan        | Germania      | 15.50 | 73.50 | 14.50 | 88.00  |
| 11      | 1  | Miyabi Onitsuka      | Giappone      | 9.50  | 54.50 | 10.75 | 65.25  |
| 12      | 15 | Hailey Langland      | Stati Uniti   | 25.25 | 31.00 | 22.25 | 56.25  |